# Olivia Lufkin
Olivia Lufkin (em japonês: ラフキン・オリヴィア; romaniz.: Rafukin Orivia; nascida em Naha, Okinawa, Japão, em 9 de dezembro de 1979), profissionalmente conhecida como OLIVIA (em japonês: オリヴィア; romaniz.: Orivia), é uma cantora e compositora nipo-americana.  Lufkin começou sua carreira solo depois de estrear no grupo de meninas japonesas, D&D. Ela ganhou o sucesso principal em 2006 depois de criar músicas para a personagem Reira Serizawa, da banda ficcional TRAPNEST, sob o pseudônimo de OLIVIA INSPI' REIRA (TRAPNEST), usadas para a adaptação em anime de NANA (2006), da mangaká Ai Yazawa.

## Começo da vida
Lufkin nasceu em Naha, na Okinawa, no Japão, filha de uma mãe japonesa e um pai norte-americano. Seus irmãos mais novos são Jeffrey Lufkin, um músico com quem ela colabora regularmente, e Caroline Lufkin, uma cantora e musicista independente. Em 1982 ela se mudou para San Diego, na California, Estados Unidos, depois voltou para Okinawa. Mais tarde ela se mudou para a Carolina do Norte por dois anos antes de voltar para Okinawa.

## Carreira
Olivia foi descoberta outros diretores da Rising Productions (Vision Factory) enquanto frequentava a  de Okidawa while attending (School, subsequently s), subsequentemente assinando com a Avex Trax como parte de um grupo de idols japonesas D&D. O produtor Tetsuya Komuro pensou que Olivia seria perfeita para um projeto que ele estava planejando junto de Jean Michel Jarre. O projeto era para criar uma música temática para a Copa do Mundo da FIFA de  998, chamada "Together Now". O single foi lançado um mês depois do primeiro e único documento do D&D. Então foi decidido que o grupo seria separado em dois: "Olivia", como o projeto do da Olivia, e "Aya & Chika", como Aya e Chika do D&D.

### 1999–2002: Artista solo
Seu primeiro single, "I.L.Y. (Yokubō)," tinha um som na linha de pop rock. Enquanto ela não escrevia seus primeiros dois singles, que foram compostos e produzidos por T2ya, ela escreveu seu terceiro, "Dear Angel", e seis subsequentes.
Em 1999 e 2000, Olivia lançou seis singles, todos com um som pop rock. No final de 2000, ela lançou seu primeiro álbum solo, Synchronicity, que continha todos os singles lançados até então, mais cinco novas faixas e uma faixa bônus. Ele atingiria seu pico na posição número vinte no Oricon Charts.
Após um hiato de mais de um ano, Olivia começou a assumir o controle de sua carreira, lançando seu sétimo single, "Sea Me", em 12 de dezembro de 2001. Isso marca sua mudança para um dos sub-selos da Avex Trax, Cutting Edge, pelo qual continuou lançando singles e álbuns. Seus lançamentos tornaram-se cada vez mais raros e esporádicos a partir de então, com uma coleção de videoclipes aparecendo quatro meses depois.
O próximo single de Olivia, "Into the Stars", foi planejado para ser lançado em julho de 2002, com um álbum no final do ano. No entanto, o single foi adiado para setembro. O lançamento do álbum foi adiado de forma semelhante.

### 2003–2004: New style
O ano de 2003 veio com uma mudança completa de estilo e uma enxurrada de mini-álbuns quando começou uma série de colaborações com seu irmão, Jeffrey Lufkin. Durante esse tempo, sua música se tornou consideravelmente mais sombria, tanto em estilo, quanto no seu conteúdo lírico. Ao invés de singles, quatro mini álbuns foram lançados exclusivamente pela Tower Records Japão, em Shibuya, Tóquio. Eles incluíam Internal Bleeding Strawberry, Merry&Hell Go Round, Comatose Bunny Butcher e The Return of the Chlorophyll Bunny.
Paralelamente a isso, Olivia decidiu lançar uma marca de moda de itens raros, chamada Black Daisy Ville, com sua amiga Friedia Niimura (Rin Kozue). Essa loja continuou até o verão de 2004, com uma linha de roupas e acessórios. Niimura mais tarde se mudou para os Estados Unidos e a loja vou descontinuada.
Em 2004, Olivia lançou seu segundo álbum, The Lost Lolli, com o melhor material de seus quatro mini-álbuns, introduzindo duas novas faixas, "Alone Our Castle" e "Fake Flowers", bem como dois rearranjos. O álbum foi lançado em todo o país com uma versão limitada de primeira tiragem disponibilizada na Tower Records Japão. "SpiderSpins (Lost Lolli Mix)" foi usado como single promocional de rádio e vídeo no lançamento. The Lost Lolli só alcançou a posição #111 na Oricon Charts. No entanto, apesar do sucesso moderado do álbum, a Avex Trax lançou uma versão internacional deste álbum, tendo em vista o sucesso crescente de Olivia fora do Japão. Normalmente, apenas artistas no topo das paradas lançavam versões internacionais de seus álbuns.

### 2005–2006: Hiato
Depois de lançar The Lost Lolli, Olivia entrou em um hiato não oficial, participando apenas em uma apresentação no show "Halloween of the Living Dead", organizado pelo Hyde, vocalista da banda L'Arc~en~Ciel, em 30 de outubro de 2005. Ela continuou trabalhando como modelo.
Em 2006 ela forneceu vocais para a personagemReira Serizawa, vocalista principal na banda ficcional Trapnest, na adaptação em anime de Nana. Ela produziu músicas sob o pseudônimo de OLIVIA INSPI' REIRA (TRAPNEST), ao lado da colega artista da Avex, Anna Tsuchiya, que desempenhou o papel de Nana Osaki, o vocalista da banda rival do TRAPNEST, BLACK STONES, essa sob o pseudônimo de ANNA INSPI' NANA (BLACK STONES).
A mangaká autora, Ai Yazawa, perguntou por Olivia quando um membro da equipe da Avex lhe deu uma cópia dos singles de Olivia "Sea Me" e "Into the Stars". Há relatos de que ela exclamou: "Só pode ser ela!" quando ouviu a música pela primeira vez. "A Little Pain" foi o primeiro lançamento de Olivia para esse papel, no qual ela primeiramente fez o tema geral para as letras, e então escreveu a música em inglês. Mais tarde, as letras foram alteradas para japonês. O single é sobre "a solidão, a dor e a força de Reira", já que Olivia descobriu que conseguia se relacionar bastante com a personagem.
Olivia disse mais tarde que sua expressão musical havia mudado, e que o hiato foi porque ela estava "se sentindo muito deprimida" e "começou a notar e perceber muitos de seus defeitos" e que seu estilo "ficou muito mais detalhado", ficou "agradável ao ouvido" e "muito mais legal". Olivia teve que pesquisar sobre o personagem de Reira, já que ela "nunca realmente havia lido mangás". "A Little Pain" é especificamente criado pelo ponto de vista de Reira. Ela afirma: "Foi divertido cantar como outra pessoa. Como uma atriz. Eu escrevi a letra com a imagem em que Reira olhava para si mesma e escrevi. Mas como ela é a Reira, ela tinha que ajudar todos ao seu redor, e é por isso que parece que ela canta para todos, mas ela canta para si mesma. Eu escrevi com essa ideia na minha mente."
Quando "A Little Pain" foi lançada pela primeira vez, alcançou a oitava posição na parada Oricon Charts, seu primeiro hit no top 10. Após a segunda semana, esse single superou as vendas totais de seu single de estreia, "I.L.Y. (Yokubō)" que havia sido single mais vendido até então.
Olivia continuou a lançar materiais relacionados a Nana ao longo de 2006. As próximas músicas-tema usadas como abertura e encerramento foram ambas de Olivia. O single "Wish/Starless Night" foi lançado em outubro e atingiu no seu pico a posição de número sete. Após o sucesso desses lançamentos, a primeira aparição de Olivia nos EUA foi agendada para a convenção de entretenimento asiática Pacific Media Expo realizada em Los Angeles, Califórnia, em outubro de 2006.

### 2007–2011: Sucesso modesto
Em 17 de janeiro de 2007, The Cloudy Dreamer foi lançado nos formatos CD e CD+DVD. O álbum estreou na décima quinta posição na parada semanal da Oricon — seu álbum de maior classificação até o momento. Além dos singles lançados anteriormente, o mini álbum também contou com a música "Dream Catcher", que foi usada como tema de encerramento da série drama live action para televisão de Jigoku Shōjo; "If You Only Knew", foi usada como tema principal do drama coreano The Snow Queen; e uma versão em inglês de "Wish". Mais tarde, em fevereiro, o álbum de compilação OLIVIA INSPI' REIRA (TRAPNEST) foi lançado contendo os singles de Nana e algumas músicas novas.
Nana Best, outro álbum de compilação, foi lançado logo depois. Este álbum apresentou os sucessos do anime and uma música inédita de Olivia e de Anna Tsuchiya. Olivia e Anna tocaram essas músicas juntas ao vivo no Shibuya-AX, em março de 2007.

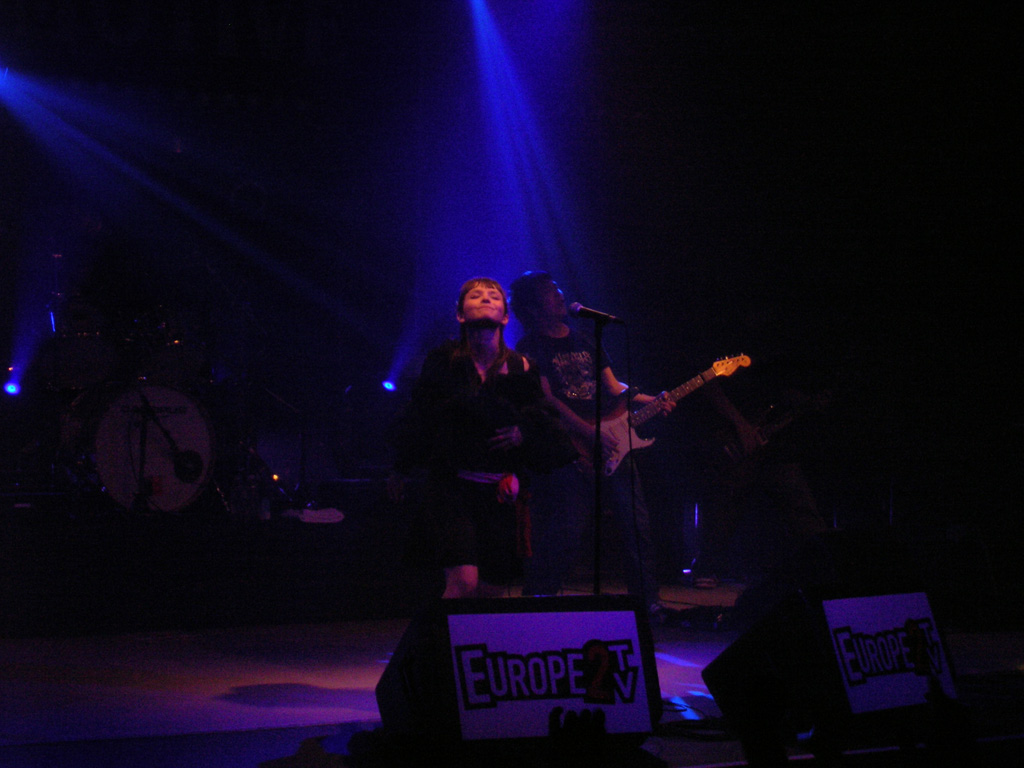
Concerto de Olivia em Paris

Em 6 de julho de 2007, Olivia realizou um concerto em Paris, França, no local popular La Locomotive, cantando músicas de OLIVIA INSPI' REIRA (TRAPNEST), The Lost Lolli e The Cloudy Dreamer. Ela fez uma aparição especial na Japan Expo nos dias 6 e 7 de julho.
Uma nova música, "Bleeding Heart", lançada em 19 de março de 2008, foi um esforço colaborativo com seu irmão, Jeffrey Lufkin. Ela apareceu no álbum de compilação "Flower Festival: Vision Factory Presents".
Olivia lançou seu sexto mini álbum, Trinka Trinka, em 17 de setembro com um material todo novo. Incluía "Rain", que foi usada como segundo tema de encerramento para K-tai Investigator 7. A programação das faixas confundiu os fãs, pois alguns dos títulos das faixas foram alterados, como "Real Love", que ela estreou durante seu show em Paris, que foi renomeado para "Your Smile". "I'm So Excited" foi possivelmente renomeado como "Trinka Trinka". Após o lançamento deste mini álbum, Olivia fez um show ao vivo em 24 de outubro de 2008, noShibuya Womb.
Em 30 de dezembro de 2008, Olivia participou de um showcase em dupla com Inoran, no qual ela fez um cover de algumas de suas músicas, como "Owl's Tear" e "Monsoon Baby". Eles falaram sobre seu single de colaboração que foi lançado em 15 de abril de 2009. Foi intitulado "Sailing Free" e serviu como música tema de um novo jogo da saga Sengoku Basara, chamado Sengoku Basara Battle Heroes. "Sailing Free" foi seu primeiro single em três anos.
"Trinka Trinka" foi relançado na França, incluindo "Sailing Free" e seus B-sides ("Love Love Love" e "Undress") junto com uma faixa bônus que foi revelada como o remix de "If You Only Kney" da World's End Girlfriend. Olivia fez um show para os visitantes da convenção de anime alemã Connichi, no Kongress Palais de Kassel (antigo Stadthalle Kassel) de 10 a 12 de setembro de 2010. Olivia falou sobre um novo lançamento, um álbum de grandes sucessos 
A última aparição ao vivo de Olivia foi em UppCon em 2011, depois disso ela entrou em hiato na indústria musical.

## Vida pessoal
Olivia começou a trabalhar em um jardim de infância em Okinawa e depois se mudou para a Califórnia. 
Em 2012, ela se casou com o canadense Owen Vallis. Eles tiveram um filho, Atlas, em janeiro de 2014.

## Discografia

### Álbuns de estúdio
| Título                         | Detalhes do álbum | Pico das posições | Vendas |
| Título                         | Detalhes do álbum | Japão             | Vendas |
| ------------------------------ | --- | ----------------- | ------ |
| Synchronicity                  | - Lançado: 6 de dezembro de 2000 - Selo: Avex Trax - Formatos: CD, download digital                                                                | 20                | 41,000 |
| The Lost Lolli                 | - Lançado: 18 de fevereiro de 2004 - Selo: Cutting Edge - Formatos: CD, download digital                                                           | 121               | 2,700  |
| Olivia Inspi' Reira (Trapnest) | - Lançado sob o pseudônimo Olivia Inspi' Reira (Trapnest) - Lançado: 28 de fevereiro de 2007 - Selo: Cutting Edge - Formatos: CD, download digital | 24                | 14,000 |

### Extended plays (EP)
| Título                              | Detalhes do álbum                                                                               | Pico das posições | Pico das posições    | Vendas |
| Título                              | Detalhes do álbum                                                                               | Japão             | Taiwan Leste da Ásia | Vendas |
| ----------------------------------- | ----------------------------------------------------------------------------------------------- | ----------------- | -------------------- | ------ |
| Internal Bleeding Strawberry        | - Lançado: 21 de fevereiro de 2003 - Selo: Avex Trax - Formatos: CD, download digital           | —                 | —                    |        |
| Merry & Hell Go Round               | - Lançado: 27 de junho de 2003 - Selo: Cutting Edge - Formatos: CD, download digital            | —                 | —                    |        |
| Comatose Bunny Butcher              | - Lançado: 12 de setembro de 2003 - Selo: Cutting Edge - Formatos: CD, download digital         | —                 | —                    |        |
| The Return of the Chlorophyll Bunny | - Lançado: 3 de dezembro de 2003 - Selo: Cutting Edge - Formatos: CD, download digital          | —                 | —                    |        |
| The Cloudy Dreamer                  | - Lançado: 1 de janeiro de 2007 - Selo: Cutting Edge - Formatos: CD, CD+DVD, download digital   | 15                | —                    | 19,000 |
| Trinka Trinka                       | - Lançado: 17 de setembro de 2008 - Selo: Cutting Edge - Formatos: CD, CD+DVD, download digital | 76                | 20                   | 1,700  |

### Álbuns de compilação
| Título        | Detalhes do álbum | Pico das posições | Pico das posições    | Vendas |
| Título        | Detalhes do álbum | Japão             | Taiwan Leste da Ásia | Vendas |
| ------------- | --- | ----------------- | -------------------- | ------ |
| Nana Best     | - Álbum de compilação dividido com Anna Tsuchiya - Lançado: 21 de março de 2007 - Selo: Cutting Edge - Formatos: CD, CD+DVD, download digital | 20                | 3                    | 21,000 |
| Greatest Hits | - Lançado: 13 de outubro de 2010 - Selo: Cutting Edge - Formatos: 2CD, 2CD+DVD, download digital                                              | 108               | —                    | 900    |

### Singles

#### Como artista principal
| Título                | Ano  | Pico das posições     | Pico das posições       | Vendas | Álbum                          |
| Título                | Ano  | Oricon Singles Charts | Billboard Japan Hot 100 | Vendas | Álbum                          |
| --------------------- | ---- | --------------------- | ----------------------- | ------ | ------------------------------ |
| "ILY (Yokubō)"        | 1999 | 32                    | —                       | 25,000 | Synchronicity                  |
| "Re-act"              | 1999 | 29                    | —                       | 22,000 | Synchronicity                  |
| "Dear Angel"          | 1999 | 29                    | —                       | 15,000 | Synchronicity                  |
| "Dress Me Up"         | 2000 | 36                    | —                       | 22,000 | Synchronicity                  |
| "Dekinai"             | 2000 | 57                    | —                       | 4,000  | Synchronicity                  |
| "Color of Your Spoon" | 2000 | 30                    | —                       | 14,000 | Synchronicity                  |
| "Sea Me"              | 2001 | 89                    | —                       | 2,500  | The Lost Lolli                 |
| "Into the Stars"      | 2002 | 99                    | —                       | 2,000  | The Lost Lolli                 |
| "A Little Pain"       | 2006 | 8                     | —                       | 43,000 | Olivia Inspi' Reira (Trapnest) |
| "Wish"                | 2006 | 7                     | —                       | 28,000 | Olivia Inspi' Reira (Trapnest) |
| "Starless Night"      | 2006 | 7                     | —                       | 28,000 | Olivia Inspi' Reira (Trapnest) |
| "Sailing Free"        | 2009 | 25                    | —                       | 4,200  | Greatest Hits                  |

#### Como artista participante
| Título                                              | Ano  | Pico das posições     | Vendas | Álbum                                    |
| Título                                              | Ano  | Oricon Singles Charts | Vendas | Álbum                                    |
| --------------------------------------------------- | ---- | --------------------- | ------ | ---------------------------------------- |
| "Together Now" (Jean Michel Jarre & Tetsuya Komuro) | 1998 | 32                    | 76,000 | Music of the World Cup: Allez! Ola! Ole! |

#### Singles promocionais
| Título                                            | Ano  | Pico das posições       | Álbum              |
| Título                                            | Ano  | Billboard Japan Hot 100 | Álbum              |
| ------------------------------------------------- | ---- | ----------------------- | ------------------ |
| "Spiderspins"                                     | 2004 | —                       | The Lost Lolli     |
| "Stars Shining Out"                               | 2007 | —                       | The Cloudy Dreamer |
| "If You Only Knew (World's End Girlfriend Remix)" | 2007 | —                       | non-album single   |
| "Rain"                                            | 2008 | —                       | Trinka Trinka      |

### DVDs
- Video Clips — Cutting Edge — 13 de março de 2002

## Outras aparições
| Título                                   | Ano  | Álbum                                    | Notas                                          |
| ---------------------------------------- | ---- | ---------------------------------------- | ---------------------------------------------- |
| "Welcome to the Museum" (Tetsuya Komuro) | 1998 | TK 1998: Latest Works                    | Refrão                                         |
| "Dreams" (Tetsuya Komuro)                | 1998 | TK 1998: Latest Works                    | Refrão                                         |
| "Empty Lies" (Tetsuya Komuro)            | 1998 | TK 1998: Latest Works                    | Refrão                                         |
| "Bleeding Heart"                         | 2008 | Flower Festival: Vision Factory Presents |                                                |
| "Calling (Kingdom Mix)"                  | 2012 | Kingdom Hearts Dream Drop Distance OST   | The World Ends with You Cover na trilha sonora |

## Links Externos
- [axisinc-japan.com/olivia «Sítio oficial»] Verifique valor |url= (ajuda) (em japonês)
- [ameblo.jp/olivialufkin/ «Sítio oficial»] Verifique valor |url= (ajuda) (em japonês)
- Olivia Lufkin no Facebook
- Olivia Lufkin no X
- Olivia Lufkin no Instagram